# Hercule et Sherlock
Hercule et Sherlock es una comedia francesa de 1996 dirigida por Jeannot Szwarc y protagonizada por Christopher Lambert en un intento de salir de su encasillamiento en películas de acción y de serie B.

## Resumen
Dos criminales deben trabajar con dos perros que tienen un fino olfato para detectar dinero llamados Hercule y Sherlock. Su meta es encontrar una gran cantidad de dinero perdido.

## Reparto
- Christopher Lambert es Vincent
- Richard Anconina es Bruno
- Philippine Leroy-Beaulieu es Marie
- Roland Blanche es Antoine Morand
- Béatrice Agenin es Nicole Morand
- Élise Tielrooy es Pauline
- Laurent Gendron es Daniel

## Recepción
Isabelle Danel de Télérama no fue muy entusiasta sobre la película, declarando que solo niños pequeños y perros encontrarían la película interesante.